# بيروثينات رباعي بروبيل الأمونيوم
فوق روثينات رباعي بروبيل الأمونيوم مركب كيميائي له الصيغة N(C3H7)4RuO4 ويرمز له اختصاراً TPAP أو TPAPR كما يعرف باسم كاشف لي-غريفيث Ley-Griffith reagent ويكون على شكل بلورات خضراء غامقة. يتألف المركب من كاتيون رباعي بروبيل الأمونيوم وأنيون فوق الروثينات -RuO4

## الأكسدة
- يعد فوق روثينات رباعي بروبيل الأمونيوم من المؤكسدات متوسطة القوة على العكس من أكسيد الروثينيوم الثماني الذي يتميز بكونه مؤكسداً شديد القوة. يستطيع TPAP أن يؤكسد الكحولات إلى الألدهيدات الموافقة.[3] لكنه من الممكن أن تحدث عملية الأكسدة للكحولات الأولية إلى الأحماض الكربوكسيلية الموافقة باستخدام كمية أكبر من الحفاز وباستعمال مؤكسد مساعد مع إضافة مكافئين من الماء. تحدث الآلية وفق نظام الأكسدة العادية من كحول إلى ألدهيد، يلي ذلك حدوث إماهة ثم أكسدة نهائية.[4]

## كيفية الاستخدام
إن عملية الأكسدة هذه تنتج جزيئات ماء، والتي يمكن إزالتها باستخدام مصفاة جزيئات. يعد TPAP من المواد مرتفعة السعر، لذلك يستخدم بكميات قليلة حفزية. يؤمّن استمرار الدورة الحفزية بإضافة كميات متناسبة من مساعد أكسدة مثل ن-أكسيد ن-ميثيل المورفولين، أو بالاستعانة بالأكسجين الجزيئي.

أكسدة الكحول إلى ألدهيد باستعمال TPAP بتركيز 0.06 مكافئ و ن-أكسيد ن-ميثيل المورفولين بتركيز 1.7 مكافئ مع وجود مصفاة جزيئات بوسط من ثنائي كلورو الميثان.